# Vía Plata TV

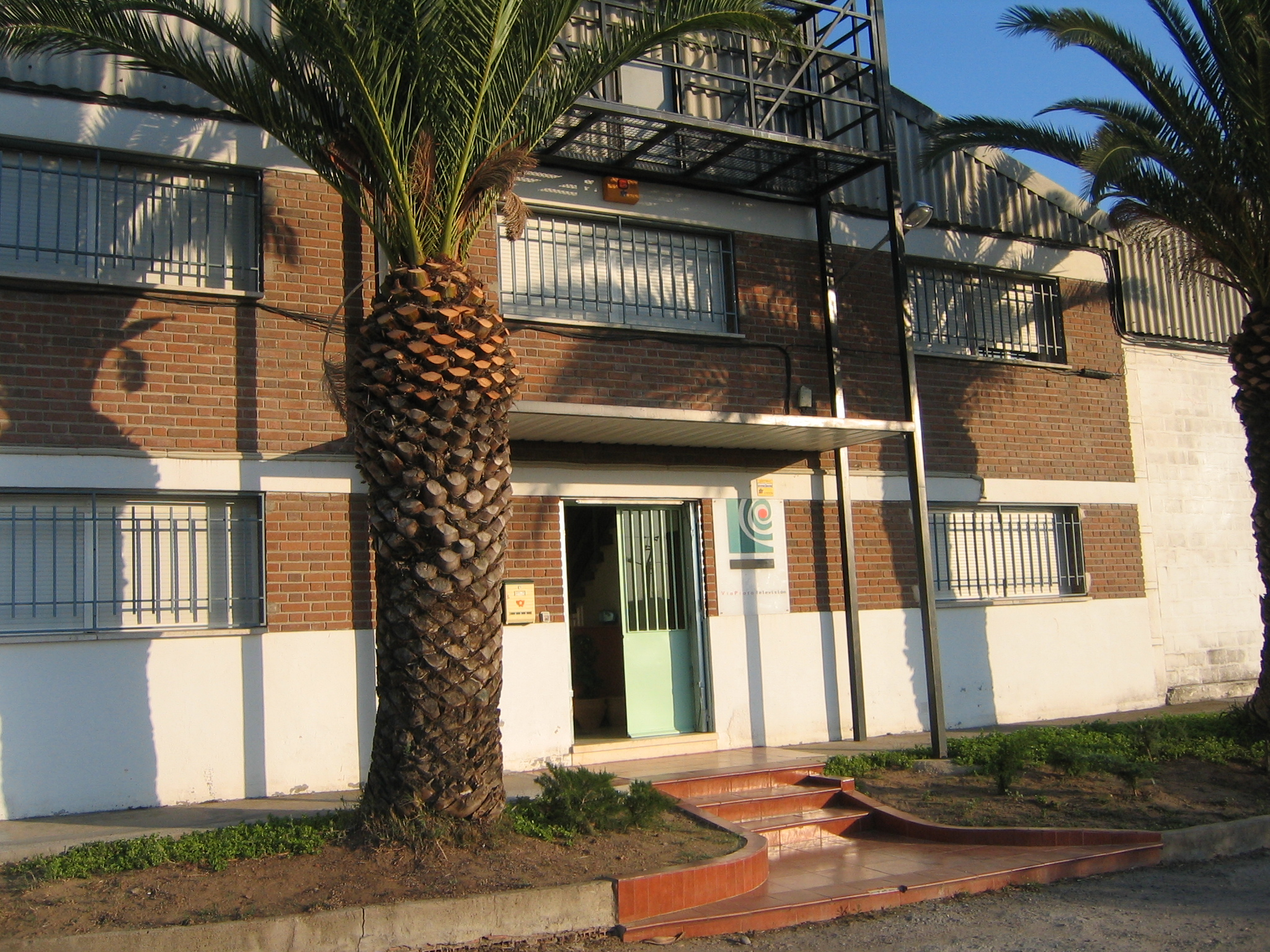
Sede de VíaPlata TV en Plasencia (Com. Extremadura - España).

Vía Extremadura TV (anteriormente Vía Plata TV), es el ente televisivo de Panex S.L. (Producción Audiovisual del Norte de Extremadura), sociedad limitada constituida ante notario en julio de 2001.

Creada únicamente con capital extremeño, ha continuado su crecimiento en el sector de las nuevas tecnologías de la comunicación con diversos productos audiovisuales en distintos soportes y a través de la emisión de programas bajo la marca Vía Extremadura Televisión.

Actualmente, su ámbito de trabajo se centra en la ciudad de Plasencia y las poblaciones de alrededor, aunque se prevé que en un corto espacio de tiempo, se extienda a toda la región de Extremadura, ya que en la reciente adjudicación de las licencias de las TDT-Locales de Extremadura, Vía Extremadura TV ha logrado licencia en las dos capitales de provincia (Cáceres y Badajoz), en la capital de la comunidad (Mérida) y en la zona de Vegas Altas (Don Benito). En esta última, se dejó de emitir a finales de 2013 por falta de presupuesto y debido a la escasez de audiencia.

Su mayor reconocimiento a nivel nacional le llega en el año 2006 con el programa "De cerca", una tertulia  de actualidad protagonizada por enfermos mentales ingresados en el Psiquiátrico de Plasencia. Centró la atención de diversos medios de comunicación nacionales (Noticias cuatro, Espejo Público, La Ventana de la Cadena Ser, El País, RNE, TVE) que se hicieron eco del mismo llevando a sus informativos o parrillas de programación reportajes del mismo.

Este programa, le sirvió a la cadena para ser nominada en la edición número 53 de los premios Ondas, en 2006, en la categoría de programa de televisión local. El premio se lo adjudicaron por igual el programa de la ETB "Vaya Semanita" y el programa de TV3 "Porca Misèria".

Por otra parte, con este mismo programa obtuvo nominaciones en la V edición de los premios CERMI, en la categoría de trabajos en medios de comunicación que contribuyen a la normalización de las personas con discapacidad; en la XXI edición de los premios TIFLOS, donde obtuvo una mención especial; y una nominación en los premios "Toda una vida para mejorar".